# 民便河 (中运河)
民便河位于中国江苏省北部，为中运河右岸支流，开挖于清朝乾隆二十二年（1757年），经多次治理，现已成为中运河以西黄墩湖地区排涝、引水、通航河道。今民便河西起睢宁县西北姚集镇黄山前村附近的废黄河东堤外，东北流经清水畔水库，古邳镇，之后沿着邳州市与睢宁县和宿迁市边界，于宿迁市黄墩镇马桥村北注入中运河。全长37公里，流域面积348平方公里。